# Montmélian
Montmélian é uma comuna francesa na região administrativa de Auvérnia-Ródano-Alpes, no departamento de Saboia. Estende-se por uma área de 5,69 km². Em 2010 a comuna tinha 4 173 habitantes (densidade: 733,4 hab./km²).